# ایتاگواسو دا باهیا
ایتاگواسو دا باهیا (به پرتغالی: Itaguaçu da Bahia) یک منطقهٔ مسکونی در برزیل است که در باهیا واقع شده‌است. ایتاگواسو دا باهیا ۴٬۴۵۱٫۲۷۰ کیلومتر مربع مساحت و ۱۴٬۵۴۲ نفر جمعیت دارد.